# 北アルプス地域

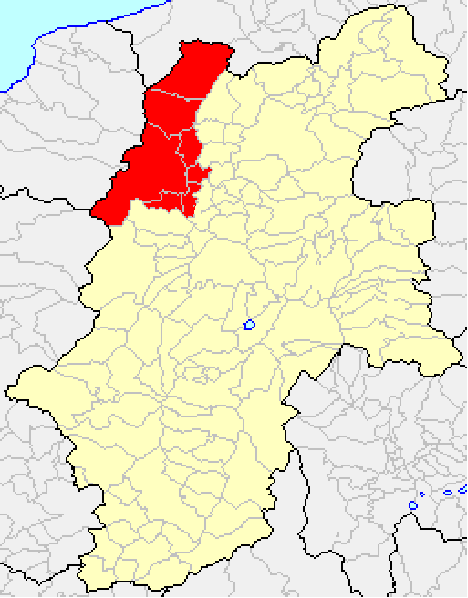
赤い部分が北アルプス地域。

北アルプス地域（きたあるぷすちいき）は、長野県中信地方の大町市を中心とした地域のことを指す名称で、県を10地域に分けるときに用いられる。2017年4月に長野県の支庁の改組に合わせて、大北地域（たいほくちいき、だいほくちいき）から改称された。大町地域、大町地方等と呼ばれることもある。発足当時の北安曇郡の範囲と一致する。
長野県の定義では北安曇郡と大町市で北アルプス広域連合の範囲に一致するが、池田町、松川村はごみ処理を安曇野市と共同で行うなど松本地域との関係が密接であるため、これらの2町村は松本地域に入れられることもある。人口は県の定義の場合は66,057人（2005年8月1日現在）、池田町、松川村を除いた場合は（狭義）44,999人（同）。

## 該当市町村
- 大町市
- 北安曇郡
  - 池田町
  - 松川村
  - 白馬村
  - 小谷村

市外局番は全域0261（大町MA）である。

なお、池田町及び松川村は長野県の定義ではこれに該当するが、安曇野の一部として松本地域に入れられた場合には除外される。

## 北アルプス地域振興局
〒398-8602 大町市大町1058番地2